# Lány 200 méteres mellúszás a 2010. évi nyári ifjúsági olimpiai játékokon
A 2010. évi nyári ifjúsági olimpiai játékokon az úszás lány 200 méteres mellúszás versenyszámát augusztus 20-án rendezték meg a Singapore Sports Schoolban.

## Előfutamok

### 1. Futam
| H  | P | Név                     | Nemzet       | Idő     | Mj |
| -- | - | ----------------------- | ------------ | ------- | -- |
| 1. | 4 | Urtė Kazakevičiūtė      | Litvánia     | 2:35.68 | Q  |
| 2. | 5 | Maria Georgia Michalaka | Görögország  | 2:37.11 |    |
| 3. | 2 | Mijal Asis              | Argentína    | 2:41.59 |    |
| 4. | 6 | Yvette Man-Yi Kong      | Hongkong     | 2:42.03 |    |
| 5. | 3 | Martina Carraro         | Olaszország  | 2:43.91 |    |
| 6. | 7 | Nibal Yamout            | Libanon      | 2:46.96 |    |
| 7. | 1 | Ekaterina Lysenko       | Kirgizisztán | 3:01.50 |    |

### 2. Futam
| H  | P | Név                    | Nemzet                  | Idő     | Mj |
| -- | - | ---------------------- | ----------------------- | ------- | -- |
| 1. | 2 | Rachel Nicol           | Kanada                  | 2:31.57 | Q  |
| 2. | 3 | Tera van Beilen        | Kanada                  | 2:32.20 | Q  |
| 3. | 5 | Teresa Gutierrez       | Spanyolország           | 2:32.42 | Q  |
| 4. | 4 | Olga Detenyuk          | Oroszország             | 2:33.30 | Q  |
| 5. | 6 | Lena Rathsack          | Németország             | 2:37.75 |    |
| 6. | 1 | Taryn Mackenzie        | Dél-afrikai Köztársaság | 2:39.33 |    |
| 7. | 7 | Ana da Pinho Rodrigues | Portugália              | 2:46.84 |    |

### 3. Futam
| H  | P | Név                 | Nemzet     | Idő     | Mj |
| -- | - | ------------------- | ---------- | ------- | -- |
| 1. | 3 | Emily Selig         | Ausztrália | 2:30.56 | Q  |
| 2. | 6 | Maya Hamano         | Japán      | 2:31.67 | Q  |
| 3. | 2 | Jolien Vermeylen    | Belgium    | 2:35.13 | Q  |
| 4. | 1 | Aurelie Waltzing    | Luxemburg  | 2:37.19 |    |
| 5. | 5 | Noora Laukkanen     | Finnország | 2:37.46 |    |
| 6. | 7 | Xin Jing Cheryl Lim | Szingapúr  | 2:40.23 |    |

## Döntő
| H     | P | Név                | Nemzet        | Idő     | Mj |
| ----- | - | ------------------ | ------------- | ------- | -- |
| Arany | 4 | Emily Selig        | Ausztrália    | 2:27.78 |    |
| Ezüst | 6 | Tera van Beilen    | Kanada        | 2:29.39 |    |
| Bronz | 3 | Maya Hamano        | Japán         | 2:29.75 |    |
| 4.    | 5 | Rachel Nicol       | Kanada        | 2:29.87 |    |
| 5.    | 2 | Teresa Gutierrez   | Spanyolország | 2:31.06 |    |
| 6.    | 7 | Olga Detenyuk      | Oroszország   | 2:34.15 |    |
| 7.    | 1 | Jolien Vermeylen   | Belgium       | 2:34.20 |    |
| 8.    | 8 | Urtė Kazakevičiūtė | Litvánia      | 2:37.33 |    |

## Fordítás
Ez a szócikk részben vagy egészben  a   Swimming at the 2010 Summer Youth Olympics – Girls' 200 metre breaststroke című angol Wikipédia-szócikk fordításán alapul.  Az eredeti cikk szerkesztőit annak laptörténete sorolja fel. Ez a jelzés csupán a megfogalmazás eredetét és a szerzői jogokat jelzi, nem szolgál a cikkben szereplő információk forrásmegjelöléseként.